# ویبانبری
ویبانبری (به انگلیسی: Wybunbury) یک روستا و محله مدنی در بریتانیا است که در چشر شرقی واقع شده‌است. ویبانبری ۱٬۴۵۹ نفر جمعیت دارد.